# Dalbergia ecastaphyllum
Espèce
Classification APG III (2009)
 Dalbergia ecastaphyllum ou liane à barrique bord de mer aux Antilles françaises est un arbuste de la famille des Fabaceae, originaire d'Amérique tropicale et d'Afrique de l'Ouest.
Synonyme :
- (≡) Hedysarum ecastaphyllum L. (basionyme)

## Description
Ce Dalbergia est un arbuste sarmenteux, remarquable par ses longues branches, pouvant faire de 2 à 10 m de long, capables de grimper comme des lianes.
Les feuilles simples sont ovales à elliptiques, de 6-12 × 4-8 cm, à base arrondie et apex brièvement acuminé. Elles sont alternes mais disposées dans un même plan sur la pousse de l'année.
L'inflorescence est une panicule de petites fleurs blanches, odorantes. La floraison a lieu en août-septembre.
La gousse arrondie, de 2-3 cm de diamètre, pubescente, ne contient qu'une seule graine, aplatie, brune.

## Écologie
Cet arbuste est originaire de Floride, des Grandes et Petites Antilles, des côtes est du Mexique, d'Amérique Centrale, du nord de l'Amérique du Sud et des côtes tropicales d'Afrique de l'Ouest.
Aux Petites Antilles, la liane à barrique bord de mer forme des fourrés denses de 2 à 10 mètres de haut sur le littoral, sur sol humide et sableux. Elle contribue à stabiliser les hauts de plages.

## Utilisations
Comme son nom vernaculaire antillais l'indique, ses longues tiges souples servaient à cerner les barriques.